# Шаини Уилсон
Шаини Уилсон (малаял. ഷൈനി വിൽസൺ, англ. Shiny Wilson, до замужества Шаини Абрахам; род. 8 мая 1965 года) — индийская легкоатлетка, специализирующаяся в беге на короткие и средние дистанции. Участница Олимпийских игр 1984, 1988, 1992 и 1996 годов. Призёрка Азиатских игр и чемпионатов. Награждена четвёртой по старшинству гражданской наградой Индии Падма Шри в 1998 и спортивной премией Арджуна в 1984 году.

## Биография
Шаини родилась в деревне Тодупулай, округ Идукки, штат Керала в семье полицейского К. П. Абрахама.
Позднее они переехали в городок Каттаппана. В седьмом класса Шаини выиграла районные соревнования для школьников и была направлена на национальные, которое также выиграла. После этого отец решил перевести её в спортивную школу, и в следующем году она уже училась в Коттаяме. Там она побила национальный рекорд в категории до 16 лет, и была отобрана для участия в Азиатских играх в Дели. При подготовке к ним она познакомилась с пловцом Уилсоном Черианом, с которым обрчилась через два года.
В 1984 году приняла участие в Олимпийских играх в Лос-Анджелесе, став первой индианкой, которая дошла до полуфинала на Олимпиаде.
Шаини также входила в состав индийской команды на эстафете, в которой дошла до финала и финишировала седьмой.
В том же году стала чемпионкой Южноазиатских игр на дистанции 400 метров, и ещё 8 золотых медалей выиграла на играх следующих годов в забегах на 200 (1985), 400 (1989, 1995) и 800 (1985, 1987, 1989, 1993, 1995) метров.
На чемпионате Азии 1985 года завоевала серебро в забеге на 400 метров и золото — на 800. Ещё одну золотую медаль получила вместе с П. Т. Ушей, Ванданой Рао, Ванданой Шанбагх и М. Д. Валсаммой за победу в эстафете.
Шаини финишировала первой в забеге на 800 метров на Азиатских играх в Сеуле, установив новый рекорд игр, но была дисквалифицирована за заступ на чужую дорожку.
В следующие дни выиграла серебро на дистанции 400 метров и золото в эстафете.
В 1988 году вышла замуж
и не смогла принять участие Азиатских играх в Пекине, поскольку ещё не пришла в форму после рождения дочери. Следующие девять месяцев упорно тренировалась и в результате выиграла серебро на 800 метрах и золото на 400 и в эстафете на Чемпионате Азии 1991 года.
В следующем году на Олимпийских играх в Барселоне была назначена капитаном женской части сборной и знаменосцем. Кроме того, в забеге на 800 метров установила новый национальный рекорд, хотя не прошла полуфинал.
В 1995 году на Южноазиатских играх в Мадрасе установила два новых рекорда на дистанциях 400 (52,12) и 800 (1:59,85) метров.
На Олимпийских играх в Атланте сошла с дистанции в эстафете из-за травм ноги.
После завершения спортивной карьеры продолжила работу в отделе по связям с общественностью Продовольственной корпорации Индии. Вместе с мужем воспитывает троих детей: Шилпу, Сандру и Шейна.